# Ledererturm

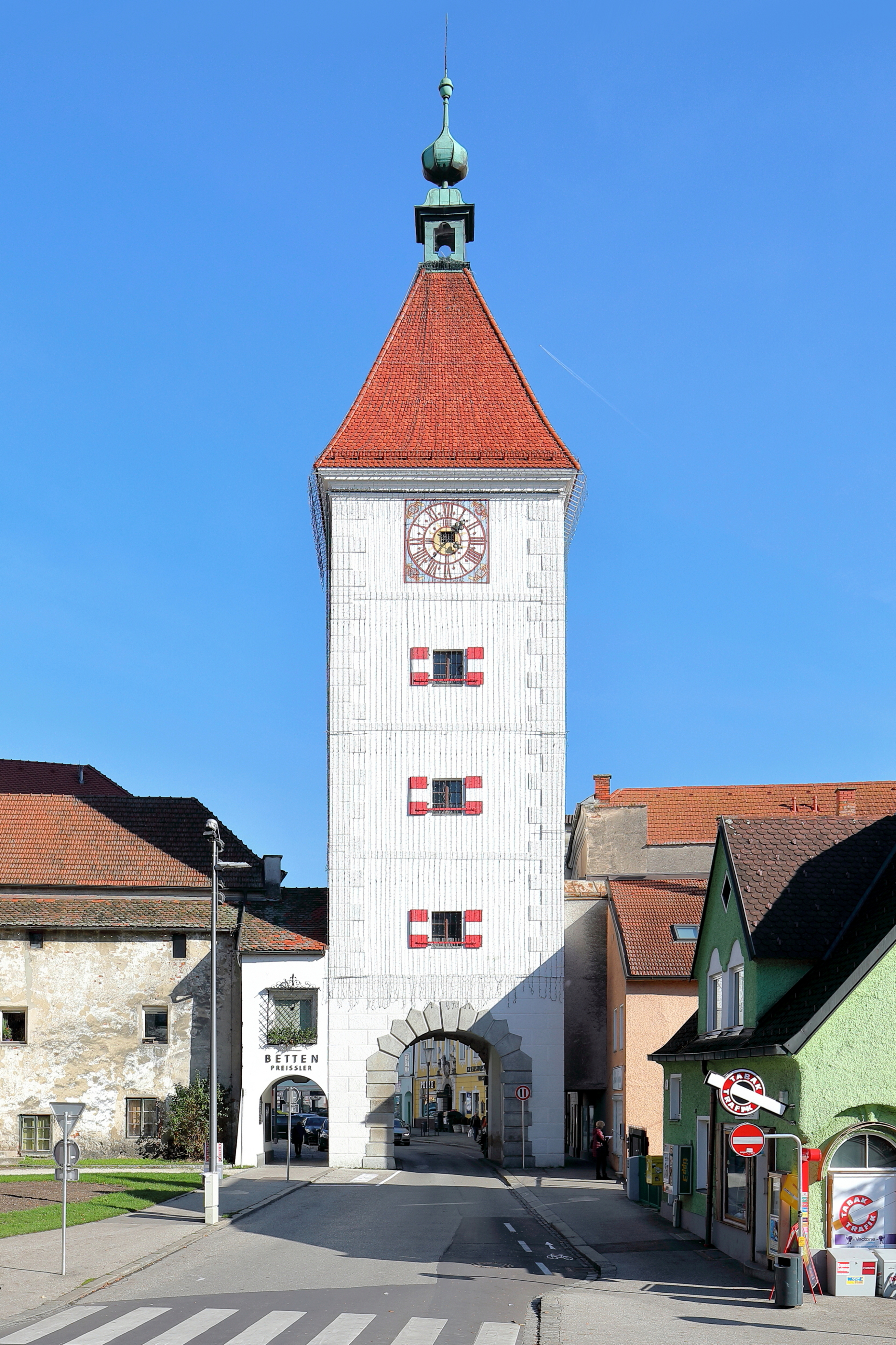
Westansicht des Wahrzeichens der Stadt Wels

Der Ledererturm ist der letzte noch erhaltene Turm der mittelalterlichen Stadtbefestigung von Wels (Österreich) und steht unter Denkmalschutz.
Er bildet den westlichen Abschluss des Stadtplatzes und ist heute die Hauptsehenswürdigkeit in Wels. Seinen Namen erhielt er vom Gewerbe der Lederer die im Mittelalter in der heutigen Fabrikstraße und Schwimmschulgasse siedelten. Die anderen Stadttore – das Trauntor im Süd(ost)en, das Fischertor im Osten und der Schmidtturm im Nordosten – wurden im 19. Jahrhundert geschleift.
Der Turm ist 37,7 Meter hoch und hat einen nahezu quadratischen Grundriss, er besteht aus vier Stockwerken. Jedes Geschoß, mit Ausnahme des vierten, verfügt über zwei Fenster; jeweils eins nach Westen und eines Richtung Osten. Im vierten Stock befindet sich das Uhrwerk.

## Geschichte
Die erste urkundliche Erwähnung des Lederertores stammt vom 24. Juli 1326, als zwei Welser Hausbesitzer ihre Streitigkeiten über die Ableitung des Regenwassers vor Gericht beilegten. Aus den Jahren 1474, 1483, 1486 und 1491 sind Rechnungen über Bau- und Dachreparaturen erhalten.
1610 drohte der Turm, nach schweren Beschädigungen durch Kampfhandlungen mit dem Passauer Kriegsvolk, einzustürzen. Von 1616 bis 1619 wurde der Turm von dem Linzer Maurermeister Marx Martin Spaz umgebaut, dabei erhielt er seine heutige Gestalt. Am Schlussstein des Torbogens ist die entsprechende Jahreszahl 1618 zu lesen. Bei einem Stadtbrand 1771 wurde der Zwiebelhelm des Stadttors ein Raub der Flammen und wurde durch ein Zeltdach ersetzt.
1892 wurde im obersten Stock des Turmes ein mechanisches Uhrwerk installiert, welches 1996 modernisiert wurde. Zu Beginn des 20. Jahrhunderts sollte auch der Ledererturm – wie seine Brüder (Traunturm 1842, Fischerturm 1870 und Schmidtturm 1875) – aus Verkehrsgründen der Spitzhacke zum Opfer fallen. Gegen den 1904 gestellten Abbruchsantrag protestierten jedoch Teile der Bevölkerung und kunstverständige Persönlichkeiten. Daraufhin gewährten Subventionen seitens des Unterrichtsministeriums und der Bezirkshauptmannschaft ist es schließlich zu verdanken, dass der Turm noch heute erhalten ist.
1928 wurde auf der nördlichen Seite des Turms der Fußgängerdurchgang eröffnet, dafür musste der Stiegenaufgang am Stadtplatz abgetragen werden, er wurde an der Außenseite der Stadtmauer durch einen Rundturm mit Wendeltreppe ersetzt. 1965 wurde der Turm abermals renoviert, dies war durch einen Verkehrsunfall, der das östliche Tor beschädigte, notwendig geworden. Um 1972 nutzte die Naturschutzjugend Räume im Turm. 2013 wurde der Turm saniert.
Südlich des Turms und des nahen Mühlbacharms befand sich ehemals eine Kupferschmiede vor der Stadtmauer, heute „Villa Muthesius“, und westlich von dieser in der Gabelung der 2 Mühlbacharme lagen die „Lederwerke Adler A.G.“ (Betrieb: Ploberger).

## Heutige Nutzung

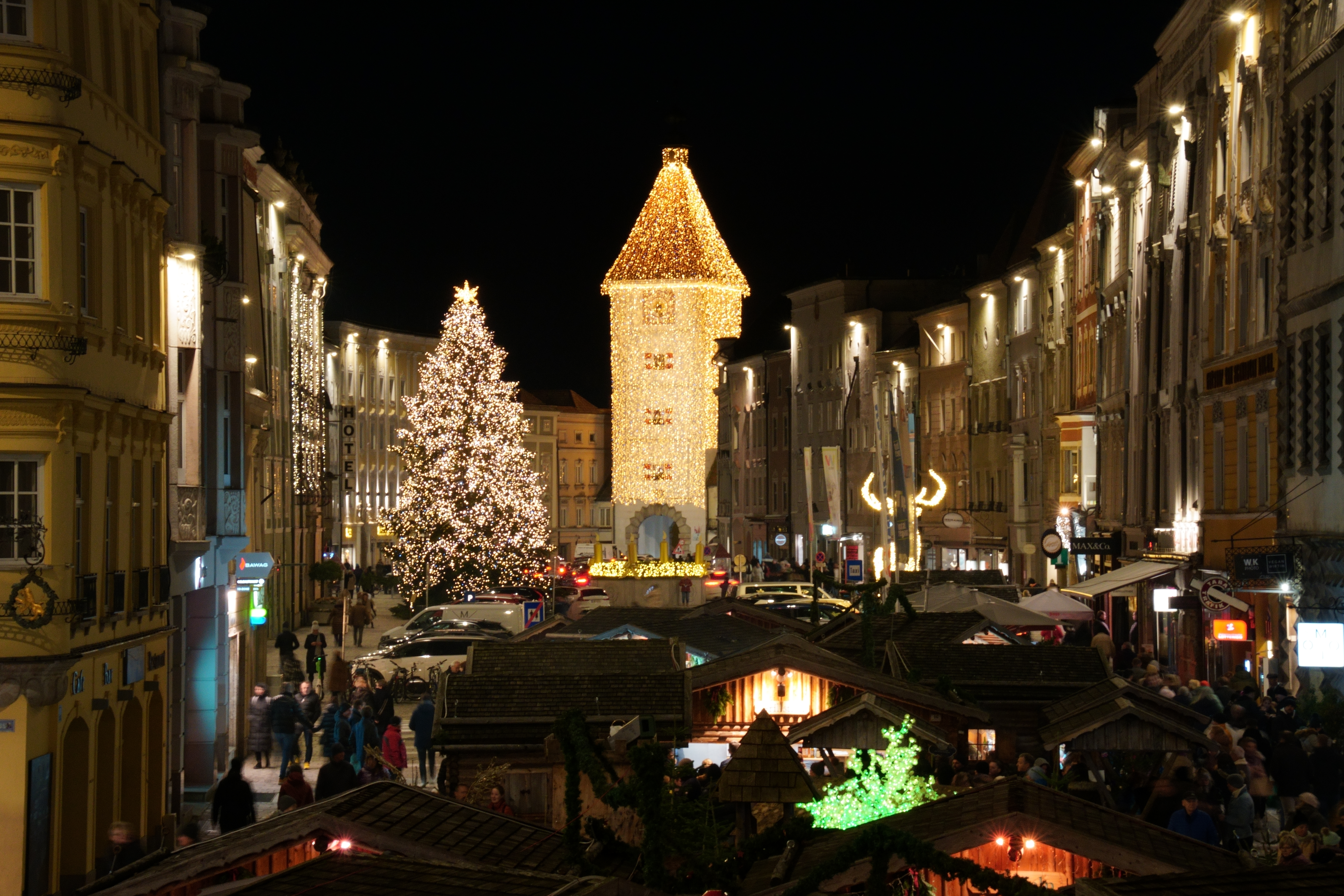
Beleuchteter Ledererturm als Teil der Welser Weihnachtswelt. Blick über den Stadtplatz

Der Ledererturm wird regelmäßig von Touristengruppen besucht. In der Weihnachtszeit ist im zweiten Stock des Turms ein Museum für historische Spielsachen eingerichtet. Im dritten Stock des Turmes befindet sich die Hauptattraktion des Welser Weihnachtsmarktes es besteht die Möglichkeit ein Foto im Wohnzimmer des Christkinds zu machen und einen Brief an das Christkind zu schreiben. Wenn auch eine Adresse dabeisteht erhalten die Kinder sogar eine Antwort.
Da der Ledererturm weder über eine Heizung noch über Toiletten verfügt und der Aufgang derzeit nicht behindertengerecht gestaltet werden kann, ist eine Dauernutzung nicht möglich. Diesbezügliche Konzepte scheitern zumeist aus budgetären Gründen.
Außerhalb der Weihnachtszeit gibt es die Möglichkeit, den Ledererturm mit einer Nachtwächterwanderung von innen zu besichtigen.

## Sonstiges
Am 25. September 1962 brachte die Österreichische Post zu diesem Motiv eine Dauermarke der Briefmarkenserie Österreichische Baudenkmäler im Wert von 60 Groschen heraus.